# Андрес Серрано
Андрес Серрано (нар. 15 серпня 1950) — американський фотограф і художник. Його роботи, які часто вважають трансгресивним мистецтвом, включають фотографії трупів і використання фекалій і тілесних рідин. Його Piss Christ (1987) — червона фотографія розп’яття, зануреного в скляну ємність із нібито власною сечею художника. Він також створив обкладинку для альбомів Load and Reload гурту Metallica.

## Раннє життя
Серрано народився в Нью-Йорку 15 серпня 1950 року. Він наполовину гондурасець, наполовину афро-кубинець, і був вихований суворим римо-католиком. З 1967 по 1969 рік він навчався в художній школі Бруклінського музею, але вважається фотографом-самоучкою. У грудні 1980 року він одружився з художницею Джулі Олт. В інтерв’ю 2012 року Серрано згадує Олт як свою «першу дружину», а Ірину Мовмигу як свою нинішню дружину. Серрано сказав, що він християнин.

## Кар'єра

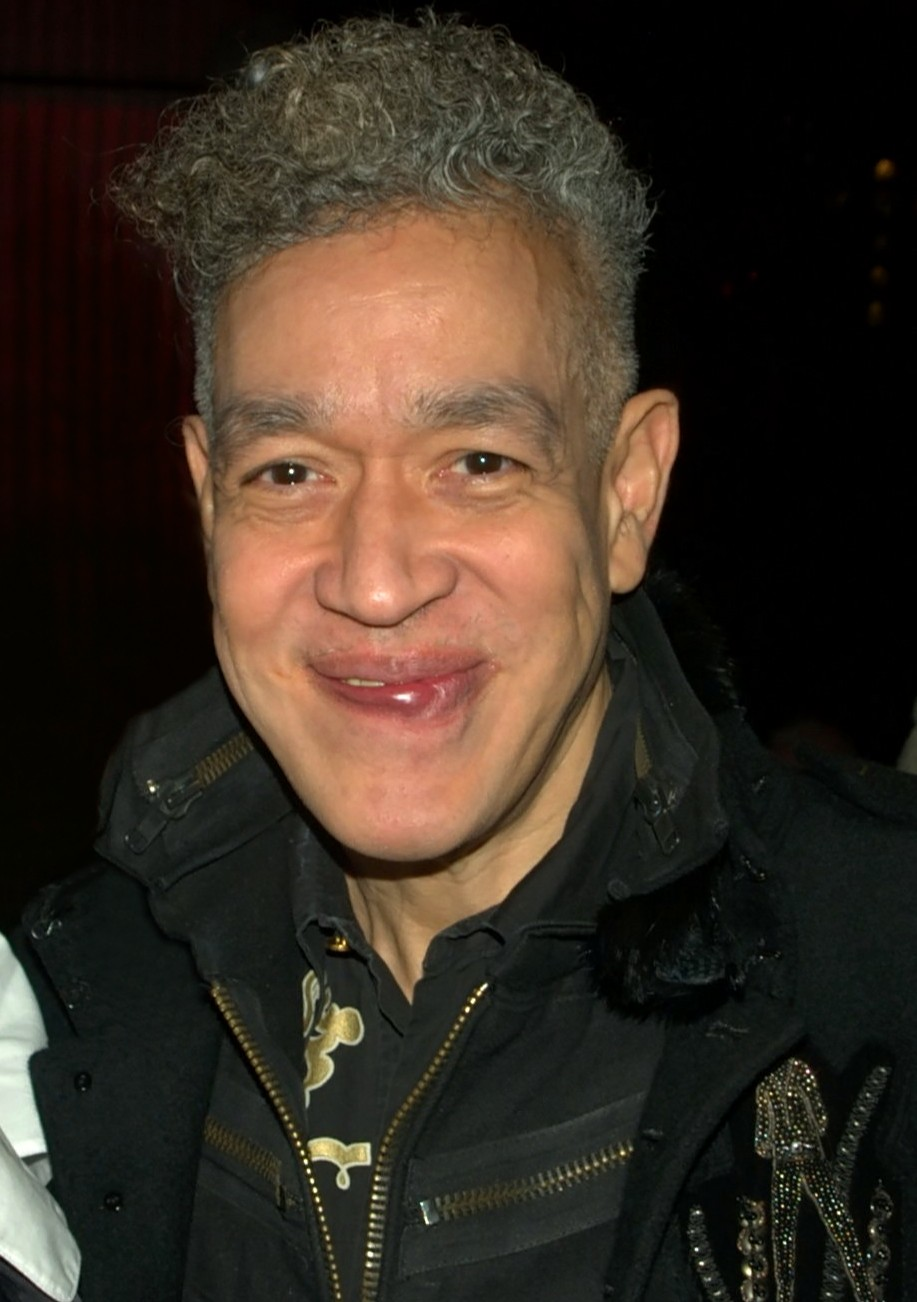
Серрано в 2010 році на вечірці з нагоди 25-ї річниці Вілледж войс Майкла Мусто

Він працював помічником арт-директора в рекламній фірмі, перш ніж створити свої перші роботи в 1983 році  Фотограф Алекс Гарслі представив роботу Серрано на своїй першій виставці в Нью-Йорку у своїй фотогалереї на четвертій вулиці. 
Його роботи виставлялися в різних місцях по всьому світу, включаючи Єпископальний собор Святого Іоанна Богослова в Нью-Йорку, Світ без кінця (2001) і ретроспективу в Центрі мистецтв Барбікан у Лондоні, Тіло і душа (2001).
Його виставки часто викликали гнівну реакцію. 5 жовтня 2007 року його група фотографій під назвою «Історія сексу» була виставлена на виставці, а деякі з них були вандалізмом у художній галереї в Лунді, Швеція людьми, яких вважали членами неонацистської групи. 16 квітня 2011 року, після двох тижнів протестів і кампанії листів ненависті та образливих телефонних дзвінків до художньої галереї, де виставлялися його роботи, організованих групами французьких католиків-фундаменталістів, приблизно тисяча людей пройшли маршем вулицями Авіньйона, щоб протестувати. за межами галереї. 17 квітня 2011 року дві його роботи, Piss Christ і The Church, зазнали вандалізму. Директор галереї планує знову відкрити музей із виставкою пошкоджених робіт, «щоб люди могли побачити, на що здатні варвари».